# 폴란드-오스만 전쟁 (1672년~1676년)
폴란드-오스만 전쟁은 대튀르크 전쟁의 일부분으로서 폴란드-리투아니아와 오스만 제국사이에서 벌어진 전쟁이다. 1676년 주라프노 조약에 의해 전쟁이 종결됐으며, 연방은 제국에게 우크라이나 영토의 대부분의 지배권을 양도하였다.

## 첫 번째 단계(1672년)

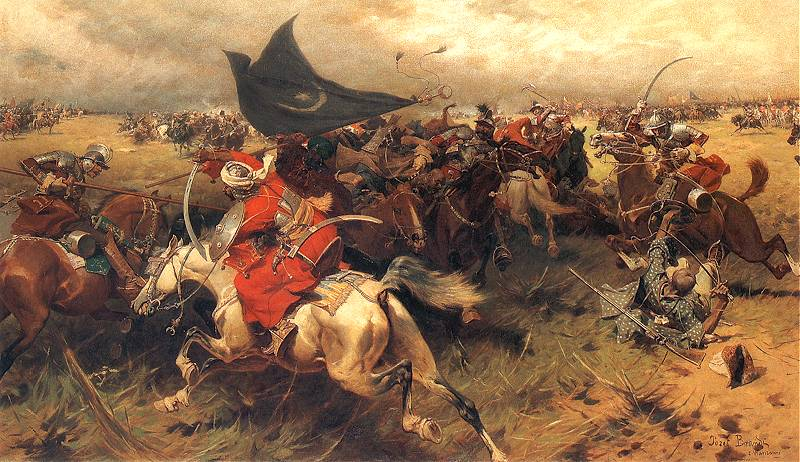
"Battle Over the Turkish Banner" by 유제프 브란트.

8월, 술탄 메흐메트 4세(Mehmed IV)와 대 비지르(Grand Vizier) 쾨프륄뤼 파즐 아흐메트(Köprülü Fazıl Ahmed)가 이끄는 오스만군 80,000명은 우크라이나로 진군해 카미에니에츠 포돌스키(Kamieniec Podolski)를 점령한 뒤 르비프(Lviv)를 포위했다. 얀 소비에스키(Jan Sobieski)의 군대는 투르크군과 맞서 싸우기에는 규모가 너무 작았기 때문에 소규모 오스만군을 상대로 소소한 전술적 승리만 거둘 수 있었다. 폴란드왕인 미하우 코리부트 비시니오비에츠키(Michał Korybut Wiśniowiecki)와 슐라흐타(Szlachta; 폴란드 귀족계층)들 사이의 내부분쟁으로 세임(Sejm; 폴란드 의회)은 세금을 올리거나 군대를 모집할 수 없었다. 결국 10월, 폴란드는 오스만 제국에게 우크라이나 일부(우안, 브라츨라프 보이보드국(Bratslav Voivodeship), 포돌리아 보이보드국(Podolian Voivodeship), 키예프 보이보드국(Kiev Voivodeship)의 일부;우크라이나의 좌안은 1667년 안드루소보 조약에 서명하면서 모스크바가 이미 지배하고 있었다.)를 할양하는 부카츠 조약(Treaty of Buczacz)을 체결했고, 매년 22,000 두카트(Ducat)를 조공으로 바치기로 약속했다.

## 두 번째 단계(1673년-1676년)
연방의 세임은 많은 영토 상실과 조공(연방이 오스만의 봉신(cassal)으로 여겨질 수 있었다)을 조건으로한 조약을 비준하는 대신 세금을 징수하고 군대(약 37,000명)를 모집했다. 또한 등록 코사크군 40,000명을 소환했다. 헤트만 얀 소비에스키(Jan Sobieski)는 군대를 이끌고 호친 전투(battle of Khotyn)에서 대승을 거두었고, 몇몇 전투에서 승리를 거두었다. 그 다음 그는 몰다비아(Moldavia)와 영토 분쟁 지역인 우크라이나를 점령했다. 미하우 코리부트 비시니오비에츠키 국왕이 죽자 얀 소비에스키는 폴란드왕으로 선출되었다.

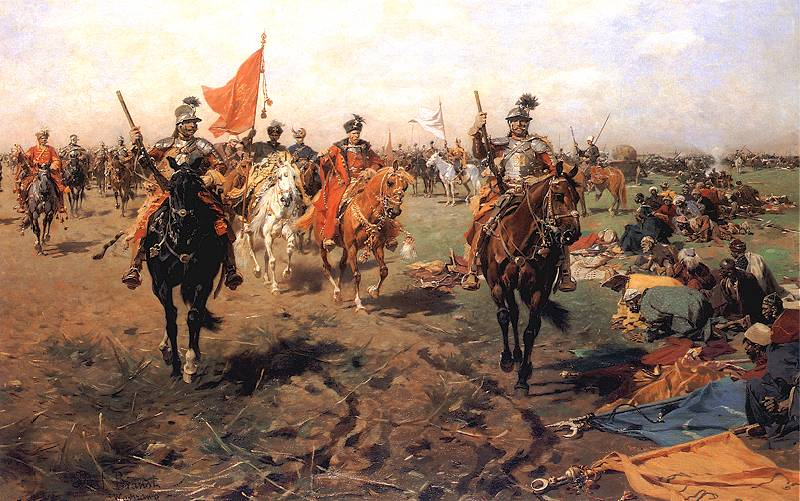
"Folding of the standards" by 유제프 브란트.

다음해, 세임이 세금 징수와 급료 지불을 거부함으로 인해 많은 폴란드군이 군대를 이탈했다. 폴란드의 상황은 얀 소비에스키를 방해했던 무능한 지휘관 미하우 카지미에즈 파크(Michał Kazimierz Pac) 때문에 더욱 악화되었다. 한편 오스만군은 군대를 계속 강화했다. 1674년, 러시아와 오스만 사이에 전쟁이 일어난 틈을 타 폴란드군은 공세를 취했지만 전쟁은 승부가 나지 않았다. 1675년 오스만군은 200,000명의 병력으로 폴란드를 침공했다. 얀 소비에스키는 간신히 오스만의 진격을 막아냈지만 세임이 군비와 군대 증강을 거부함으로 인해 오스만군을 상대로 결정적인 승리를 거둘 수가 없었다.
주라프노 전투(battle of Żurawno) 이후 1676년, 주라프노 조약(Treaty of Żurawno)이 체결되었다. 그 결과 부카츠에서 맺었던 불평등한 평화조약을 되돌리지 못하고, 1672년까지 오스만이 차지한 점령지의 ⅔ 이상을 승인할 수 밖에 없었다. 대신 연방은 오스만으로부터 전쟁 포로들을 돌려받았고 오스만에 대한 조공을 바치지 않아도 됐다.

## 영향
이 전쟁은 연방의 혼란과 약점을 보여주었다. 연방은 17세기 말부터 서서히 몰락하기 시작했고, 한 세기가 더 지난 뒤에는 폴란드 분할(Partitions of Poland)이 일어난다. 세임은 리베룸 베토(liberum veto)와 외국의 뇌물행위로 인해 마비되어 제멋대로 되기 일쑤였다. 정치가들은 단기적 이익만을 생각해 군비와 군대 증강을 거부했다. 이것은 오스만 군대에 의한 파괴에 연방이 큰 피해를 입는 것으로 나타나게 된다. 부카츠 조약 이후에도 세임은 정신을 차리지 못해 적에게 지속적인 압박을 주지 못했다.(폴란드군에겐 급료가 지급되지 않았고 탈영은 폴란드에 부정적 영향을 끼쳤다) 연방은 자주국방을 이룰 수 없었고 이후에 일어난 많은 분쟁에 외세를 끌어들이게 되었다.
전쟁은 한편으로 대부분 얀 소비에스키의 사비로 치러졌다. 그는 유능하고 용감한 사령관이자 애국자로서 명망이 있었고, 많은 사비를 연방의 국방을 위해 바쳤다. 1674년 그는 폴란드 왕으로 선출되었다. 소비에스키의 명성은 오스만 제국에서 먼저 일어났고, 그는 몇년 뒤 빈 전투(Battle of Vienna)에서 오스만군과 싸워 승리를 거두면서 명실상부 유럽에서 명장으로 확고히 하게 되었다. 하지만 그도 연방의 몰락을 막지는 못했다. 폴란드는 이번 전쟁에서 상실한 영토를 폴란드-오스만 전쟁 (1683년-1699년)의 1699년 카를로비츠 조약(Treaty of Karlowitz)으로 되찾는다.

## 참조
- Polish-Ottoman War, 1672–1676
- Polish Warfare: The Turkish and Tartar Wars 1667–1676 parts 7 and 8
- (폴란드어) Wojny polsko-tureckie 보관됨 2010-11-19 - 웨이백 머신, Encyklopedia WIEM

## 더 읽어보기
- Viorel Panaite, On Ottoman-Polish Diplomatic Relations, Asian Studies. International Journal for Asian Studies (II/2001),
- Stanford Jay Shaw, Ezel Kural Shaw, History of the Ottoman Empire and Modern Turkey, Cambridge University Press, 1977, ISBN 0-521-29163-1, Google Print, p.213